# علی رضاخانی
علی رضاخانی (متولد ۲۵ تیر ۱۳۲۰) دامپزشک ایرانی و استاد بیماری‌های داخلی دام‌های بزرگ دانشگاه شیراز بوده و الان بازنشسته می‌باشد. او از سال ۱۳۸۴ عضو پیوستهٔ فرهنگستان علوم ایران است. او دانش‌آموختهٔ دکتری دانشگاه بریستول است.